# Marxismo cultural
O marxismo cultural é uma teoria da conspiração antissemita de extrema-direita que reivindica o marxismo ocidental como a base de alegados esforços académicos e intelectuais contínuos para subverter a cultura ocidental. A teoria da conspiração alega que uma elite de teóricos marxistas e intelectuais da Escola de Frankfurt estão a subverter a sociedade ocidental com uma guerra cultural que mina os valores cristãos do conservadorismo tradicionalista e promove os valores culturais do multiculturalismo e contracultura da década de 1960, política progressista e politicalmente correta, falseada como política identitária criada pela teoria crítica.
Com raízes no termo "Bolchevismo Cultural", inventado pela propaganda nazista dos anos 1930, a teoria conspiratória do marxismo cultural assumiu sua atual roupagem a partir da década de 1990, nos Estados Unidos.(Introdução) Embora originalmente encontrada apenas na política marginal de extrema-direita, o termo começou a entrar no discurso mainstream na década de 2010 e encontra-se agora disseminada em abrangência global. A teoria da conspiração de uma guerra cultural marxista é promovida por políticos de direita, líderes religiosos fundamentalistas, comentadores políticos na grande imprensa e televisão, e terroristas supremacistas brancos. A análise académica da teoria da conspiração concluiu que esta não tem, de facto, nenhuma fundamentação.
No Brasil seu principal proponente é Olavo de Carvalho, além de Marcel van Hattem, o Instituto Liberal, Rodrigo Constantino do Instituto Millenium, os proponentes do Escola sem Partido, o padre católico Paulo Ricardo. Jair Bolsonaro e vários membros do seu governo, dentre eles o ex-ministro da educação, Ricardo Vélez Rodríguez e o das relações exteriores, Ernesto Araújo, também acreditam na existência de tal conspiração. Em Portugal, o principal proponente da teoria da conspiração é André Ventura e o partido do qual é líder, bem como o antigo Partido Cidadania e Democracia Cristã, absorvido ao supracitado em 2020.

## Aspectos da teoria da conspiração

### Pessimismo cultural

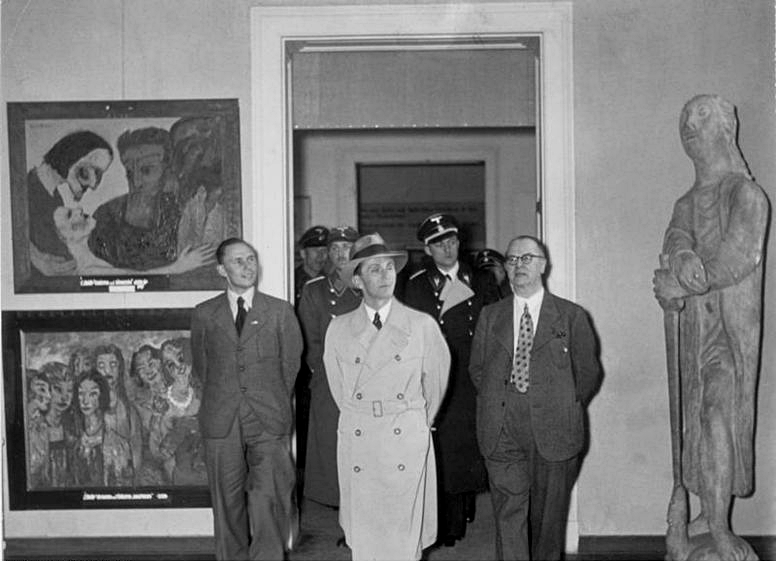
Joseph Goebbels vê a exposição "Arte Degenerada". A conspiração do marxismo cultural é frequentemente comparada à propaganda nazista antissemita sobre "bolchevismo cultural" e "arte degenerada".

Na dissertação "New Dark Age: The Frankfurt School and 'Political Correctness'" (1992), Michael Minnicino explica a teoria da conspiração do marxismo cultural em nome do Schiller Institute, uma organização política afiliada com o teórico da conspiração Lyndon LaRouche. Minnicino diz que os "intelectuais judeus" da Escola de Frankfurt promoviam arte moderna para tornar pessimismo cultural o espírito da contracultura da década de 1960, que era baseada na contracultura Wandervogel, o movimento de jovens alemão culturalmente liberal cuja comuna suíça Monte Verità foi a predecessora do século XIX para a contracultura ocidental da década de 1960. O historiador Martin Jay notou que o livro do teórico da conspiração Daniel Estulin cita a dissertação de Minnicino como inspiração política para o Free Congress Research and Education Foundation, um "think tank paleoconservador".
Em Fascism and Culture (2003), o historiador Matthew Feldman argumenta que a etimologia do termo "marxismo cultural" é derivada do termo antissemita "Kulturbolschewismus" (bolchevismo cultural), com o qual os nazistas alegavam que a influência cultural judia havia causado degeneração da sociedade alemã sob o regime liberal da República de Weimar (1918–1933) e era a causa da degeneração social no ocidente. Maxime Dafaura faz uma afirmação similar em "The 'Great Meme War': the Alt-Right and its Multifarious Enemies" (2020).
Na dissertação "Cultural Marxism and the Cathedral: Two Alt-Right Perspectives on Critical Theory" (2019), o acadêmico Andrew Woods nota que tais comparações são a forma mais comum de analisar as implicações antissemitas da teoria da conspiração, mas discorda de chamá-la de qualquer coisa além de uma versão moderna do bolchevismo cultural, dizendo que seu antissemitismo é de qualquer forma "profundamente americano". De acordo com o filósofo Slavoj Žižek, o termo "marxismo cultural" "tem o mesmo papel estrutural do 'plano judeu' no antissemitismo: ele projeta (ou melhor, transpõe) o antagonismo iminente da nossa vida socioeconômica a uma causa externa: o que a alt-right conservadora deplora como a desintegração das nossas vidas (feminismo, ataques ao patriarcado, o politicamente correto, etc.) deve ter uma causa externa — porque não pode, para eles, surgir dos antagonismos e tensões da nossa própria sociedade."

### Supostos objetivos
No artigo do The Wanderer "The Frankfurt School: Conspiracy to Corrupt" (dezembro de 2008), Timothy Matthews diz que a Escola de Frankfurt era "trabalho de Satanás" e a acusou de instigar uma "guerra cultural". O artigo acusou a Escola de Frankfurt de instigar:
1. A criação de ofensas racistas
2. Mudança contínua para criar confusão
3. O ensino de sexo e homossexualidade para crianças
4. A diminuição da autoridade de escolas e professores
5. A destruição da identidade nacional americana através da imigração
6. A promoção de bebida em excesso
7. Esvaziamento de igrejas
8. Um sistema legal inseguro com parcialidades contra vítimas de crimes
9. Dependência no estado ou em um benefícios do estado
10. Controle e emburrecimento da mídia
11. Incentivo à quebra da família

Apesar de nenhuma ligação entre a lista e qualquer movimento acadêmico, teóricos da conspiração usam as alegações infundadas de Matthews para promover a conspiração do marxismo cultural em mídia de direita e direita alternativa bem como em fóruns de discussão de extrema-direita.

### A demonização de oponentes políticos
Em "Taking On Hate: One NGO's Strategies" (2009), a cientista política Heidi Beirich disse que a teoria da conspiração do marxismo cultural demoniza os anátemas culturais do conservadorismo como feministas, movimentos sociais LGBT, humanistas seculares, multiculturalistas, educadores sexuais, ambientalistas, imigrantes e nacionalistas negros. Dependendo da narrativa, os judeus também podem fazer parte dessa conspiração que pretende subverter a cultura ocidental. Apesar do cuidado em não se associar com o negacionismo do Holocausto, Lind teria dado uma palestra para um grupo de antissemitas em 2002 segundo o Southern Poverty Law Center.
Os sociólogos Julia Lux e John David Jordan afirmaram que a teoria da conspiração pode ser definida em seus elementos-chave: "antifeminismo misógino, ciência neo-eugênica (definida vagamente como várias formas de determinismo genético), supremacia branca genética e cultural, anti-esquerdismo macartista fixado no pós-modernismo, anti-intelectualismo radical aplicado às ciências sociais e a ideia de que um expurgo é necessário para restaurar a normalidade."
Na Europa, o terrorista norueguês de extrema-direita Anders Behring Breivik citou a conspiração de guerra cultural de Lind em seu manifesto político de 1.500 páginas 2083: A European Declaration of Independence, alegando que a "epidemia de doenças sexualmente transmissíveis (DSTs) na Europa Ocidental é resultado do marxismo cultural"; que "o marxismo cultural define muçulmanos, mulheres feministas, homossexuais e outros grupos minoritários como virtuosos, e eles veem homens europeus cristãos como malignos"; e que o "Tribunal Europeu dos Direitos Humanos (TEDH) em Estrasburgo é uma entidade política controlada pelo marxismo cultural." Cerca de 90 minutos antes de matar 77 pessoas nos atentados de 22 de julho de 2011 na Noruega, Breivik enviou seu manifesto e uma cópia de Political Correctness: A Short Story of an Ideology por email para 1.003 pessoas.
Em "Collectivists, Communists, Labor Bosser, and Treason: The Tea Parties as Right-Wing, Populist Counter-Subversion Panic" (2012), o jornalista Chip Berlet identificou a teoria da conspiração da guerra cultural como uma ideologia basal do movimento Tea Party do Partido Republicano. Como um movimento autodeclarado de direita, o Tea Party alega que estão sofrendo da mesma subversão cultural sofrida por gerações anteriores de nacionalistas brancos. De acordo com Berlet, a retórica populista de elites econômicas regionais encoraja pânicos de contra-subversão, pelos quais uma grande parte das pessoas brancas de classe média são enganadas a alianças políticas desiguais para defender seu lugar na classe média. Além disso, coletivos locais, comunistas, sindicatos, cidadãos não-brancos e imigrantes são culpados pelas falhas do capitalismo de livre mercado com a manipulação de patriotismo, liberalismo econômico, valores cristãos tradicionais e nativismo.
Em "Cultural Marxism and the Radical Right" (2014) e em "Cultural Marxism: A Survey" (2018), o cientista político Jérôme Jamin se refere ao político conservador Pat Buchanan como o "momentum intelectual" da teoria da conspiração, e a Anders Breivik como o "ímpeto violento". Ambos confiam em William Lind, que editou um trabalho multi-autoral "Political Correctness: A Short History of an Ideology" que Jamin considera o texto basal que "tem sido unanimemente citado como 'a' referência desde 2004." Jamin continua:
| “ | Logo depois da dimensão global da teoria de conspiração do marxismo cultural, está sua dimensão inovadora e original, que permite que seus autores evitem discussões sobre racismo e finjam ser defensores da democracia. Sendo assim, o marxismo cultural é inovador em comparação com teorias antigas de natureza similar, como aquelas que envolvem a Maçonaria, os Illuminati, judeus ou até mesmo banqueiros de Wall Street. Para Lind, Buchanan e Breivik, a ameaça não vem do imigrante ou do judeu por serem um imigrante ou um judeu. Para Lind, a ameaça vem da ideologia comunista, que é considerada um perigo para a liberdade e democracia, e que é associada a diferentes regimes políticos autoritários (Rússia, China, Camboja, Cuba, etc.). Para Buchanan, a ameaça vem do ateísmo, relativismo e capitalismo duro que, quando combinados, transformam pessoas e nações em uma massa incontrolada de consumidores alienados. Para Breivik, um lobo solitário auto-doutrinado, o perigo vem do Islã, uma religião vista como uma ideologia totalitária que ameaça democracias liberais da Europa Ocidental, bem como sua herança judeo-cristã. Em Lind, Buchanan e Breivik, o racismo patente é evitado de forma calculada. | ” |

Em 2017, foi relatado que o conselheiro Richard Higgins tinha sido demitido do Conselho de Segurança Nacional dos Estados Unidos por publicar o memorando "POTUS & Political Warfare" que alegava a existência de uma conspiração de esquerda para destruir a presidência de Donald Trump porque "intelectuais americanos públicos do marxismo cultural, islamistas estrangeiros e banqueiros globalistas, a mídia e políticos dos partidos Republicano e Democrata estavam atacando Trump, porque ele represente um perigo existencial aos memes marxistas culturais que dominam a narrativa cultural prevalente nos EUA."

### O politicamente correto e libelos antissemitas
No discurso The Origins of Political Correctness (2000), o teórico da conspiração William S. Lind estabeleceu a ideologia e etimologia da teoria da conspiração do marxismo cultural. Lind escreveu:
| “ | Se olharmos a ele analiticamente, se olharmos a ele historicamente, rapidamente descobrimos exatamente o que ele é. O politicamente correto é marxismo cultural. É marxismo traduzido de termos econômicos a termos culturais. É um esforço que não começou nos anos 60 e nos Hippies e no movimento pacifista, mas na Primeira Guerra Mundial. Se compararmos os dogmas básicos do politicamente correto e do marxismo clássico, os paralelos são muito óbvios. | ” |

Sobre a violência política real causada pela teoria da conspiração, o professor de direito Samuel Moyn chamou-a de um libelo antissemita no editorial de 2018 "The Alt-Right's Favorite Meme is 100 Years Old". Sobre as origens e história da teoria da conspiração, Moyn escreveu:
| “ | Originalmente uma contribuição americana à fantasmagoria da direita alternativa, o medo do 'marxismo cultural' tem percolado por anos através de esgotos de ódio globais. Cada vez mais, ele tem subido ao mainstream. Antes do conselheiro de Donald Trump [no NSC] Rich Higgins ser demitido no último ano [2017], ele invocou o perigo de 'marxismo cultural' ao propor uma nova estratégia de segurança nacional. Em junho, [o deputado aposentado] Ron Paul publicou um meme racista no Twitter que empregava a frase. No Twitter, o filho de Jair Bolsonaro, homem-forte recém-eleito no Brasil, se gabou de se encontrar com Steve Bannon e juntar forças para derrotar o 'marxismo cultural'. Jordan Peterson, o guru de auto-ajuda e autor best-seller, também protestou contra ele em suas ruminações no YouTube. | ” |

De acordo com Moyn, "a discussão mais ampla sobre o marxismo cultural atualmente se parece com o mito [do bolchevismo judeu] atualizado para uma nova era mais do que com qualquer outra coisa." Moyn conclui: "Esse 'marxismo cultural' é uma difamação crua, se referindo a algo que não existe, infelizmente não significa que pessoas reais não estão tendo que pagar o preço como bodes expiatórios, para apaziguar o sentimento crescente de raiva e ansiedade. E por essa razão, o 'marxismo cultural' não é apenas um triste desvio de enquadrar queixas legítimas mas também uma isca perigosa em um momento cada vez mais desequilibrado."

## História

### Origens
Apesar de ter se tornado mais popular no início dos anos 2000, a teoria da conspiração foi criada por Michael Minnicino no artigo "New Dark Age: Frankfurt School and 'Political Correctness'", publicado em 1992 na revista Fidelio do Schiller Institute, uma publicação associada ao ativista político de direita Lyndon LaRouche. O Schiller Institute promoveu a ideia ainda mais em 1994, num artigo onde Michael Minnicino defende que a Escola de Frankfurt promoveu o modernismo nas artes e definiu a contracultura dos anos 1960 tendo como base o movimento utópico Wandervogel, que emergiu no final da década de 1890 no Monte Verità na comuna de Ascona. Nos Estados Unidos, a teoria da conspiração é promovida por fundamentalistas religiosos e políticos paleoconservadores como William S. Lind, Pat Buchanan e Paul Weyrich, bem como pela direita alternativa e por organizações neonazistas e nacionalistas brancas.
Em 1998, num discurso para a Conferência de Lideranças Conservadoras do think tank liberal Civitas Institute, Weyrich explicou sua definição do termo, mais tarde utilizando-o em suas infames "Cartas da guerra cultural", onde invoca os conservadores a formarem um governo paralelo nos Estados Unidos. A pedido dele, Lind escreveu um breve resumo de seu conceito de "marxismo cultural"; nele, Lind identifica a presença de homossexuais na televisão como prova do controle da mídia pelos marxistas e afirma que Herbert Marcuse considerava uma coalizão de "negros, estudantes, mulheres feministas e homossexuais" como a vanguarda de uma revolução cultural na década de 1960. Desde então, Lind publicou sua versão de um fictício apocalipse marxista. Os escritos de Lind e Weyrich defendem que o sposto "marxismo cultural" deve ser combatido através de um "conservadorismo cultural vibrante", composto por "retrocultura", retorno ao uso de trens como meios de transporte público e agricultura de subsistência como a dos Amish. Mais tarde, em 2001, Weyrich e seu protegido Eric Heubeck defenderam abertamente uma "tomada das estruturas políticas" pelo "Novo Movimento Tradicionalista" num documento escrito para o Free Congress Foundation.
O historiador Martin Jay afirmou, em Dialectic of Counter-Enlightenment: The Frankfurt School as Scapegoat of the Lunatic Fringe (2011), que o filme Political Correctness: The Frankfurt School (1999) de Lind sobre contra-cultura conservadora foi efetivo em disseminar propaganda da teoria da conspiração do marxismo cultural porque "gerou uma série de versões textuais condensadas, que foram reproduzidas em uma série de sites da extrema-direita radical." Ele acrescenta:
| “ | Estes, por sua vez, levaram a uma série de novos vídeos disponíveis no YouTube, que trazem um elenco esquisito de pseudo-especialistas que regurgitam exatamente as mesmas frases. A mensagem é entorpecentemente simplista: todos os males da cultura americana moderna, de feminismo, ação afirmativa, libertação sexual e direitos gays até a decadência do sistema educacional e até mesmo o ambientalismo são atribuídos à influência insidiosa dos membros do Instituto para Pesquisa Social que vieram para a América nos anos 1930. As origens do "marxismo cultural" seriam Lukács e Gramsci, mas como eles não vieram para os EUA, seus papéis na narrativa não é tão proeminente. | ” |

### Principais impulsionadores
De acordo com Joan Braune, professora de filosofia na Gonzaga University, Paul Gottfried, William S. Lind e Kevin MacDonald são três dos principais promotores da teoria da conspiração. Segundo o cientista político Jérôme Jamin, as três pessoas mais responsáveis por originais e promover a teoria da conspiração são William S. Lind, Pat Buchanan e Anders Breivik.
Andrew Breitbart, fundador da Breitbart News, era proponente da teoria da conspiração. A Breitbart News publicou a ideia de que a música atonal de Theodor Adorno era uma tentativa de induzir a população à necrofilia em larga escala. Pat Buchanan promou a teoria da conspiração do marxismo cultural como uma tentativa de "des-cristianizar" os Estados Unidos. Paul Weyrich promoveu a teoria da conspiração como um esforço consciente de reduzir a suposta "cultura ocidental e judaico-cristã tradicional" e a agenda conservadora na sociedade estadunidense.
Depois dos atentados na Noruega, a conspiração foi adotada por uma série de publicações e fóruns de extrema-direita que passaram a promovê-la. Neonazistas e supremacistas brancos também promoveram a conspiração e ajudaram a expandir seu alcance.

### Entrada nas discussõesmainstream
Na década de 2010, Jordan Peterson popularizou o termo "marxismo cultural" levando-o a discussões mainstream. Peterson culpava o suposto marxismo cultural por exigir o uso de pronomes neutros como um ataque à liberdade de expressão, frequentemente e erroneamente usando o termo "pós-modernismo" como sinônimo da conspiração. Os ex-contribuidores da Breitbart News Ben Shapiro e Charlie Kirk também promoveram a teoria da conspiração, especialmente a ideia de que o marxismo cultural estaria ocorrendo em universidades.
Spencer Sunshine, pesquisador associado do Political Research Associates, afirmou que "o foco na Escola de Frankfurt pela direita serve para destacar a sua "judaicidade" inerente." Em particular, Ari Paul e Spencer Sunshine criticaram veículos de mídia tradicional como The New York Times, New York e The Washington Post por não esclarecer a natureza da teoria da conspiração e por "permitir que ela vivesse em suas páginas." Apontando a normalização dado termo por estes veículos, os autores concluem que a falha em destacar a natureza da teoria da conspiração do marxismo cultural "tem consequências amargas. 'Ela legitimiza o uso dessa estrutura, e por consequência é antisemitismo codificado.'"
No ano de 2015, um grupo de fãs da série Star Wars trouxe o termo à tona ao criticar a presença de um homem negro e de uma mulher como protagonistas do filme O Despertar da Força, lançado mundialmente em dezembro daquele ano. Segundo as críticas deste grupo, a presença desses atores em papéis-chave na produção cinematográfica revelaria um ativismo panfletário contra brancos e uma tentativa de propagar o "marxismo cultural". O movimento teve grande repercussão no Twitter, mas os autores da hashtag eventualmente confessaram que se tratava de uma brincadeira. As proporções do caso levaram o diretor do filme, J. J. Abrams, a publicar uma mensagem de repúdio ao argumento apresentado pela campanha.

## Análises acadêmicas
A acadêmica Joan Braune explica que o "marxismo cultural" no sentido referido pelos teóricos da conspiração nunca existiu, e não corresponde a qualquer escola de pensamento na história. Ela também afirma que os membros da Escola de Frankfurt não são chamado de "marxistas culturais", e sim de "teóricos críticos" e notou que, ao contrário das alegações da teoria da conspiração, o pós-modernismo tende a ser hesitante ou até mesmo hostil em relação ao marxismo, incluindo as grandes narrativas tipicamente apoiadas pela teoria crítica.
Rachel Busbridge, Benjamin Moffitt e Joshua Thorburn descrevem a teoria da conspiração como sendo promovida pela extrema-direita e tendo "ganhado espaço" dentro dos últimos 25 anos, concluindo que "através das lentes da conspiração do marxismo cultural, é possível discernir uma relação de empoderamento entre o mainstream e as bordas, onde certos pontos e ideias conseguem ser transmitidos, adquiridos e adaptados por figuras 'mainstream', consequentemente dando credibildade e visibilidade a ideologias que de outra forma estariam restritas às margens."
Enquanto a influência da Escola de Frankfurt e da teoria crítica são geralmente vistas pela maior parte dos cientistas políticos como tendo tido um alcance considerável na academia, suas ideias eram diretamente opostas às teorias promovidas por filósofos pós-modernos, que são frequentemente identificados por proponentes da teoria da conspiração como exemplos máximos do marxismo cultural. Além disso, nenhum de seus membros foi ou é parte de qualquer conspiração internacional para destruir a civilização ocidental.

## Ligações Externas
- ‘Marxismo Cultural’: uma teoria unificadora para as pessoas de direita que gostam de posar de vítimas